# Strade Bianche féminines 2017
La 3e édition des Strade Bianche féminines a lieu le 4 mars 2017. C'est la première manche de l'UCI World Tour féminin. Elle est remportée par l'Italienne Elisa Longo Borghini.

## Équipes
Vingt équipes sont invitées d'office aux courses d'un jour de l'UCI World Tour. Toutefois, les équipes Lares–Waowdeals et Lotto–Soudal Ladies ne participent pas. En addition, six Wild Cards sont attribuées à : Aromitalia Vaiano, Drops, Giusfredi–Bianchi, S.C. Michela Fanini Rox, Top Girls Fassa Bortolo et Valcar–PBM.
| Équipes féminines professionnelles (24)- Alé Cipollini Galassia - Aromitalia Vaiano - Astana Women's Team - BePink Cogeas - Boels Dolmans - BTC City Ljubljana - Canyon-SRAM - Cervélo Bigla - Cylance Pro Cycling - Drops - FDJ-Nouvelle Aquitaine-Futuroscope - Giusfredi-Bianchi - Hitec Products - Lensworld-Kuota - Orica-Scott - SC Michela Fanini - Servetto Giusta - Sunweb - Team Tibco-Silicon Valley Bank - VéloCONCEPT Women - Top Girls Fassa Bortolo - Valcar PBM - Wiggle High5 - WM3 Pro Cycling |
| |

## Parcours

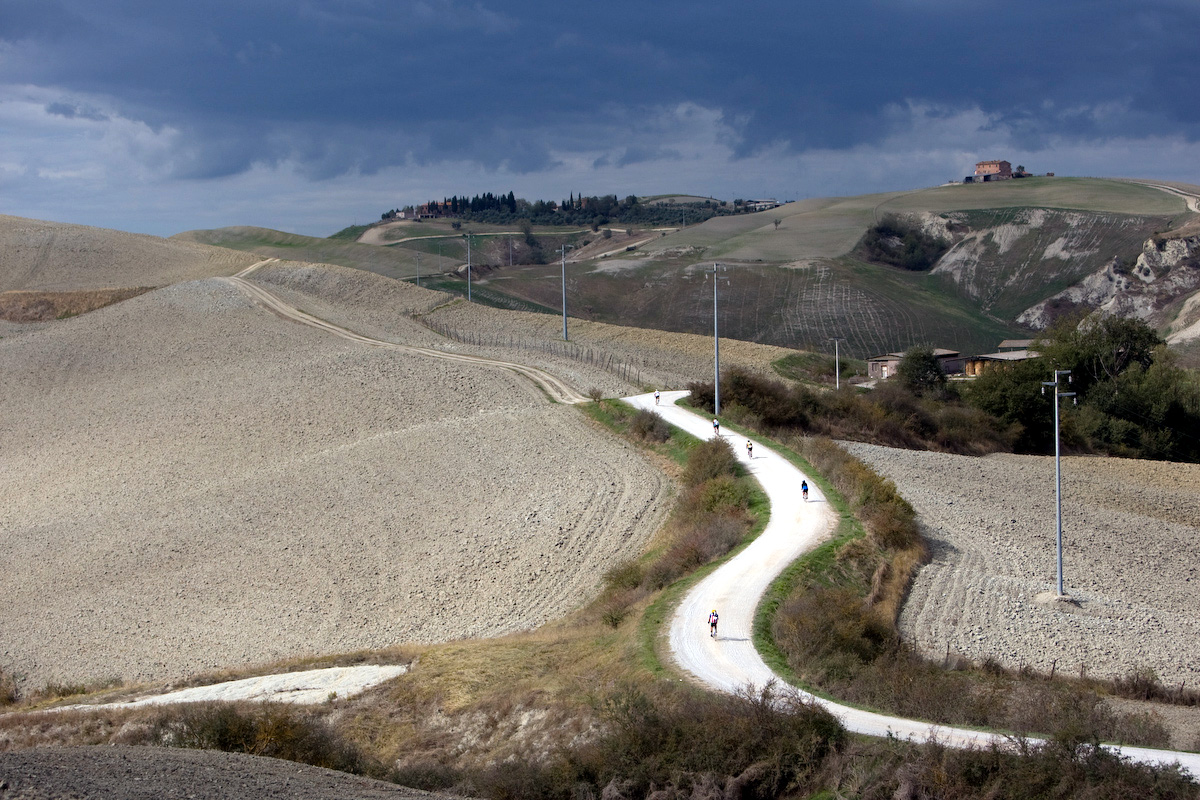
L'une des strade bianche.

La course commence et se termine à Sienne, dans le site du patrimoine mondial de l'UNESCO. La distance du parcours est portée à 127 kilomètres, tracée entièrement dans le sud de la province de Sienne en Toscane. La course est particulièrement connue pour ses routes blanches en gravier (strade bianche ou sterrati).
La course se déroule sur le terrain accidenté de la région rurale du Chianti et comprend huit secteurs de chemin en gravier. Le premier secteur se trouve seulement 11 km après le départ. Tous les secteurs sont communs avec les hommes. Le secteurs le plus long et le plus difficiles est celui de Lucignano (9,5 km). Le dernier tronçon de strade bianche est à 12 km de l'arrivée à Sienne,. la course se termine sur la célèbre Piazza del Campo de Sienne, après une montée étroite et pavée sur la Via Santa Caterina au cœur de la cité médiévale, avec des passages escarpés atteignant jusqu'à 16 % de pente maximale,.
Huit strade bianche sont au programme de cette édition :
| Secteur | Nom                   | Position                       | Longueur | Difficulté |
| ------- | --------------------- | ------------------------------ | -------- | ---------- |
| 1       | Vidritta              | entre le km 11,4 et le km 13,4 | 2 100 m  | 01         |
| 2       | Bagnaia               | entre le km 17 et le km 21,7   | 4 700 m  | 01         |
| 3       | Radi                  | entre le km 27,8 et le km 32,3 | 4 400 m  | 03         |
| 4       | Commune di Murlo      | entre le km 38,5 et le km 44   | 5 500 m  | 01         |
| 5       | San Martino in Grania | entre le km 58,6 et le km 68,1 | 9 500 m  | 03         |
| 6       | Monteaperti           | entre le km 102,2 et le km 103 | 800 m    | 01         |
| 7       | Colle Pinzuto         | entre le km 107,6 et le km 110 | 2 400 m  | 04         |
| 8       | Le Tolfe              | entre le km 113,9 et le km 115 | 1 100 m  | 03         |

## Récit de la course
La météo est pluvieuse. Une chute survient dans le secteur cinq. Chloe Hosking tombe en premier, suivie, entre autres, par Elisa Longo Borghini et Katarzyna Niewiadoma. Cela ralentit la course, le temps que le peloton se réorganise et les victimes reviennent de l'arrière. Une échappée constituée de Lauren Stephens, Floortje Mackaij et Lara Vieceli se forme. Son avance culmine à une minute trente avant que la formation Orica-Scott ne mène la poursuite. La jonction se réalise dans l'avant dernier secteur gravier, à dix-huit kilomètres de la ligne. Le peloton y est mené par Christine Majerus et Elizabeth Deignan. Une sélection s'opère et seules cinq coureuses sont en tête : Elisa Longo Borghini, Elizabeth Deignan, Katarzyna Niewiadoma rejointes immédiatement par Annemiek van Vleuten et Katrin Garfoot. Cette dernière perd le contact dans le dernier secteur gravier avant de revenir sur la tête. En l'absence d'information de course, les cinq coureuses se font surprendre par le retour de Lucinda Brand et Shara Gillow à trois kilomètres de l'arrivée. Les deux athlètes attaquent immédiatement et obtiennent une avance de quelques secondes au pied de la montée finale. Les cinq poursuivantes recollent cependant dans la partie la plus pentue de la Via Santa Caterina. Elisa Longo Borghini accélère sur sa fin et n'est suivie que par Katarzyna Niewiadoma. Après la négociation des derniers virages au revêtement pavé complètement détrempé, l'Italienne s'impose devant la Polonaise. Elizabeth Deignan complète le podium.

## Classements

### Classement final
| \| Classement général \| Classement général \| Classement général \| Classement général \| Classement général \| \| Coureuse \| Coureuse \| Pays \| Équipe \| Temps \| \| ------------------ \| --------------------- \| ------------------ \| ---------------------------------- \| ------------------ \| \| 1re \| Elisa Longo Borghini \| Italie \| Wiggle High5 \| 3 h 44 min 45 s \| \| 2e \| Katarzyna Niewiadoma \| Pologne \| WM3 \| + 2 s \| \| 3e \| Lizzie Deignan \| Royaume-Uni \| Boels Dolmans \| + 5 s \| \| 4e \| Lucinda Brand \| Pays-Bas \| Sunweb \| + 8 s \| \| 5e \| Annemiek van Vleuten \| Pays-Bas \| Orica-Scott \| + 9 s \| \| 6e \| Shara Gillow \| Australie \| FDJ-Nouvelle Aquitaine-Futuroscope \| + 12 s \| \| 7e \| Katrin Garfoot \| Australie \| Orica-Scott \| + 18 s \| \| 8e \| Amanda Spratt \| Australie \| Orica-Scott \| + 36 s \| \| 9e \| Cecilie Uttrup Ludwig \| Danemark \| Cervélo Bigla \| + 1 min 06 s \| \| 10e \| Elena Cecchini \| Italie \| Canyon-SRAM Racing \| + 1 min 06 s \| |                       |             |                                    |                 |
| |                       |             |                                    |                 |
| Source : ProCyclingStats |                       |             |                                    |                 |
| Classement général |                       |             |                                    |                 |
| Coureuse | Coureuse              | Pays        | Équipe                             | Temps           |
| 1re | Elisa Longo Borghini  | Italie      | Wiggle High5                       | 3 h 44 min 45 s |
| 2e | Katarzyna Niewiadoma  | Pologne     | WM3                                | + 2 s           |
| 3e | Lizzie Deignan        | Royaume-Uni | Boels Dolmans                      | + 5 s           |
| 4e | Lucinda Brand         | Pays-Bas    | Sunweb                             | + 8 s           |
| 5e | Annemiek van Vleuten  | Pays-Bas    | Orica-Scott                        | + 9 s           |
| 6e | Shara Gillow          | Australie   | FDJ-Nouvelle Aquitaine-Futuroscope | + 12 s          |
| 7e | Katrin Garfoot        | Australie   | Orica-Scott                        | + 18 s          |
| 8e | Amanda Spratt         | Australie   | Orica-Scott                        | + 36 s          |
| 9e | Cecilie Uttrup Ludwig | Danemark    | Cervélo Bigla                      | + 1 min 06 s    |
| 10e | Elena Cecchini        | Italie      | Canyon-SRAM Racing                 | + 1 min 06 s    |

### UCI World Tour
| Position,          | 1er | 2e  | 3e | 4e | 5e | 6e | 7e | 8e | 9e | 10e | 11e | 12e | 13e | 14e | 15e | 16e | 17e | 18e | 19e | 20e |
| Classement général | 120 | 100 | 85 | 70 | 60 | 50 | 40 | 35 | 30 | 25  | 20  | 18  | 16  | 14  | 12  | 10  | 8   | 6   | 4   | 2   |

## Organisation
La course est organisée par RCS qui est présidé par Riccardo Taranto. Le directeur de la section cycliste du groupe est Mauro Vegni.

### Prix
Les prix suivants sont distribués :
| Position | 1er     | 2e    | 3e    | 4e    | 5e    | 6e    | 7e    | 8e    | 9e    | 10e   |
| Prix     | 1 128 € | 846 € | 564 € | 338 € | 282 € | 254 € | 225 € | 198 € | 169 € | 141 € |

En sus, les coureuses placées de la 11e à la 15e place gagnent 113 €, celles placées de la 16e à la 20e place 84 €.

## Liste des participantes
| Légende | Légende                                                                    | Légende | Légende                                                    |
| ------- | -------------------------------------------------------------------------- | ------- | ---------------------------------------------------------- |
| Num     | Dossard de départ porté par le coureur sur ces Strade Bianche              | Pos     | Position à l'arrivée de la course                          |
|         | Indique un maillot de champion national ou mondial, suivi de sa spécialité | NP      | Indique un coureur qui n'a pas pris le départ de la course |
| AB      | Indique un coureur qui n'a pas terminé la course                           | HD      | Indique un coureur qui a terminé la course hors des délais |

| Boels Dolmans DLT              | Boels Dolmans DLT               | Boels Dolmans DLT |
| ------------------------------ | ------------------------------- | ----------------- |
| Num                            | Coureur                         | Pos               |
| 1                              | Elizabeth Deignan (GBR)         | 3e                |
| 2                              | Karol-Ann Canuel (CAN)          | 15e               |
| 3                              | Amalie Dideriksen (DEN) (route) | 47e               |
| 4                              | Megan Guarnier (USA) (route)    | AB                |
| 5                              | Christine Majerus (LUX) (route) | 28e               |
| 6                              | Anna van der Breggen (NED)      | NP                |
| Directeur sportif : Danny Stam |                                 |                   |

| Alé Cipollini ALE                        | Alé Cipollini ALE     | Alé Cipollini ALE |
| ---------------------------------------- | --------------------- | ----------------- |
| Num                                      | Coureur               | Pos               |
| 11                                       | Janneke Ensing (NED)  | 13e               |
| 12                                       | Chloe Hosking (AUS)   | 65e               |
| 13                                       | Romy Kasper (GER)     | AB                |
| 14                                       | Carlee Taylor (AUS)   | AB                |
| 15                                       | Daiva Tušlaitė (LTU)  | 44e               |
| 16                                       | Anisha Vekemans (BEL) | AB                |
| Directeur sportif : Fortunato Lacquaniti |                       |                   |

| Aromitalia Vaiano VAI             | Aromitalia Vaiano VAI   | Aromitalia Vaiano VAI |
| --------------------------------- | ----------------------- | --------------------- |
| Num                               | Coureur                 | Pos                   |
| 21                                | Rasa Leleivytė (LTU)    | 29e                   |
| 22                                | Alessia Bulleri (ITA)   | AB                    |
| 23                                | Silvija Latozaite (LTU) | NP                    |
| 24                                | Elena Franchi (ITA)     | AB                    |
| 25                                | Lija Laizane (LAT)      | 72e                   |
| 26                                | Alessia Martini (ITA)   | AB                    |
| Directeur sportif : Elisa Maggini |                         |                       |

| Astana Women's ASA                   | Astana Women's ASA       | Astana Women's ASA |
| ------------------------------------ | ------------------------ | ------------------ |
| Num                                  | Coureur                  | Pos                |
| 31                                   | Sofia Beggin (ITA)       | 12e                |
| 32                                   | Arianna Fidanza (ITA)    | 63e                |
| 33                                   | Sofia Bertizzolo (ITA)   | AB                 |
| 34                                   | Arlenis Sierra (CUB)     | 35e                |
| 35                                   | Agnieszka Skalniak (POL) | 45e                |
| 36                                   | Lara Vieceli (ITA)       | 54e                |
| Directeur sportif : Giovanni Fidanza |                          |                    |

| Bepink BPK                      | Bepink BPK                    | Bepink BPK |
| ------------------------------- | ----------------------------- | ---------- |
| Num                             | Coureur                       | Pos        |
| 41                              | Katia Ragusa (ITA)            | 64e        |
| 42                              | Francesca Pattaro (ITA)       | AB         |
| 43                              | Ilaria Sanguineti (ITA)       | AB         |
| 44                              | Maria Vittoria Sperotto (ITA) | AB         |
| 45                              | Silvia Valsecchi (ITA)        | AB         |
| 46                              | Olga Zabelinskaya (RUS)       | 24e        |
| Directeur sportif : Walter Zini |                               |            |

| BTC City Ljubljana BTC           | BTC City Ljubljana BTC        | BTC City Ljubljana BTC |
| -------------------------------- | ----------------------------- | ---------------------- |
| Num                              | Coureur                       | Pos                    |
| 51                               | Jelena Eric (SRB)             | 73e                    |
| 52                               | Polona Batagelj (SLO) (route) | 32e                    |
| 53                               | Eugenia Bujak (POL)           | 38e                    |
| 54                               | Hanna Nilsson (SWE)           | 14e                    |
| 55                               | Ursa Pintar (SLO)             | 36e                    |
| 56                               | Mia Radotic (POL) (route)     | AB                     |
| Directeur sportif : Gorazd Penko |                               |                        |

| Canyon-SRAM Racing LPR           | Canyon-SRAM Racing LPR        | Canyon-SRAM Racing LPR |
| -------------------------------- | ----------------------------- | ---------------------- |
| Num                              | Coureur                       | Pos                    |
| 61                               | Elena Cecchini (ITA) (route)  | 10e                    |
| 62                               | Alena Amialiusik (BLR)        | 30e                    |
| 63                               | Tiffany Cromwell (AUS )       | 22e                    |
| 64                               | Pauline Ferrand-Prévot (FRA ) | 42e                    |
| 65                               | Alexis Ryan (USA )            | 61e                    |
| 66                               | Trixi Worrack (GER)           | 69e                    |
| Directeur sportif : Barry Austin |                               |                        |

| Cervélo Bigla CBT              | Cervélo Bigla CBT           | Cervélo Bigla CBT |
| ------------------------------ | --------------------------- | ----------------- |
| Num                            | Coureur                     | Pos               |
| 71                             | Nicole Hanselmann (SUI)     | AB                |
| 72                             | Lisa Klein (GER)            | 52e               |
| 73                             | Clara Koppenburg (GER)      | 58e               |
| 74                             | Cecilie Uttrup Ludwig (DEN) | 9e                |
| 75                             | Ashleigh Moolman (RSA)      | 18e               |
| 76                             | Marie Vilmann (DEN)         | 27e               |
| Directeur sportif : Carl Pasio |                             |                   |

| Cylance CPC                        | Cylance CPC                 | Cylance CPC |
| ---------------------------------- | --------------------------- | ----------- |
| Num                                | Coureur                     | Pos         |
| 81                                 | Sheyla Gutierrez Ruiz (ESP) | 33e         |
| 82                                 | Małgorzata Jasińska (POL)   | 25e         |
| 83                                 | Danielle King (GBR )        | 16e         |
| 84                                 | Joëlle Numainville (CAN)    | 37e         |
| 85                                 | Rossella Ratto (ITA )       | AB          |
| 86                                 | Marta Tagliaferro (ITA )    | AB          |
| Directeur sportif : Manel Lacambra |                             |             |

| Drops DRP                      | Drops DRP                | Drops DRP |
| ------------------------------ | ------------------------ | --------- |
| Num                            | Coureur                  | Pos       |
| 91                             | Alice Barnes (GBR)       | 40e       |
| 92                             | Hannah Payton (GBR)      | AB        |
| 93                             | Elizabeth Holden (GBR)   | 77e       |
| 94                             | Abby-Mae Parkinson (GBR) | 68e       |
| 95                             | Abigail Van Twisk (GBR)  | 78e       |
| 96                             | Susanna Zorzi (ITA)      | AB        |
| Directeur sportif : Bob Varney |                          |           |

| FDJ-Nouvelle Aquitaine-Futuroscope FUT | FDJ-Nouvelle Aquitaine-Futuroscope FUT | FDJ-Nouvelle Aquitaine-Futuroscope FUT |
| -------------------------------------- | -------------------------------------- | -------------------------------------- |
| Num                                    | Coureur                                | Pos                                    |
| 101                                    | Greta Richioud (FRA)                   | 79e                                    |
| 102                                    | Charlotte Bravard (FRA)                | 59e                                    |
| 103                                    | Eugénie Duval (FRA)                    | AB                                     |
| 104                                    | Shara Gillow (AUS)                     | 6e                                     |
| 105                                    | Roxane Knetemann (NED)                 | 70e                                    |
| 106                                    | Eri Yonamine (JPN) (route)             | 51e                                    |
| Directeur sportif : Nicolas Marche     |                                        |                                        |

| Giusfredi Bianchi                    | Giusfredi Bianchi              | Giusfredi Bianchi |
| ------------------------------------ | ------------------------------ | ----------------- |
| Num                                  | Coureur                        | Pos               |
| 111                                  | Omer Shapira (ISR)             | 56e               |
| 112                                  | Michela Balducci (ITA)         | AB                |
| 113                                  | Simona Bortolotti (ITA)        | 60e               |
| 114                                  | Cavia Canvelli (ITA)           | AB                |
| 115                                  | Daniela-Georgina Dumitru (ROM) | AB                |
| 116                                  | Chiara Perini (ITA)            | AB                |
| Directeur sportif : Giuseppe Lanzoni |                                |                   |

| Hitec Products HPU            | Hitec Products HPU     | Hitec Products HPU |
| ----------------------------- | ---------------------- | ------------------ |
| Num                           | Coureur                | Pos                |
| 121                           | Emilie Moberg (NOR)    | AB                 |
| 122                           | Ilona Hoeksma (NED)    | AB                 |
| 123                           | Simona Frapporti (ITA) | AB                 |
| 124                           | Nina Kessler (NED)     | AB                 |
| 125                           | Miriam Bjornsrud (NOR) | 67e                |
| 126                           | Thea Thorsen (NOR)     | NP                 |
| Directeur sportif : Karl Lima |                        |                    |

| Lensworld-Kuota LWK                     | Lensworld-Kuota LWK             | Lensworld-Kuota LWK |
| --------------------------------------- | ------------------------------- | ------------------- |
| Num                                     | Coureur                         | Pos                 |
| 131                                     | Maria Giulia Confalonieri (ITA) | AB                  |
| 132                                     | Annalisa Cucinotta (ITA)        | AB                  |
| 133                                     | Tatiana Guderzo (ITA)           | 66e                 |
| 134                                     | Kim de Baat (BEL)               | AB                  |
| Directeur sportif : Heidi Van De Vijver |                                 |                     |

| Orica-Scott ORS                   | Orica-Scott ORS            | Orica-Scott ORS |
| --------------------------------- | -------------------------- | --------------- |
| Num                               | Coureur                    | Pos             |
| 141                               | Annemiek Van Vleuten (NED) | 5e              |
| 142                               | Amanda Spratt (AUS)        | 8e              |
| 143                               | Gracie Elvin (AUS)         | 39e             |
| 144                               | Katrin Garfoot (AUS)       | 7e              |
| 145                               | Jenelle Crooks (AUS)       | 57e             |
| 146                               | Georgia Williams (AUS)     | 53e             |
| Directeur sportif : Martin Barras |                            |                 |

| SC Michela Fanini Rox MIC          | SC Michela Fanini Rox MIC | SC Michela Fanini Rox MIC |
| ---------------------------------- | ------------------------- | ------------------------- |
| Num                                | Coureur                   | Pos                       |
| 151                                | Edwige Pitel (FRA)        | 26e                       |
| 152                                | Valeriya Kononenko (UKR)  | AB                        |
| 153                                | Monika Kiraly (HUN)       | AB                        |
| 154                                | Iraida Garcia (CUB)       | AB                        |
| 155                                | Francesca Balducci (ITA)  | AB                        |
| 156                                | Anna Ceoloni (ITA)        | AB                        |
| Directeur sportif : Mirko Puglioli |                           |                           |

| Servetto Giusta SER               | Servetto Giusta SER      | Servetto Giusta SER |
| --------------------------------- | ------------------------ | ------------------- |
| Num                               | Coureur                  | Pos                 |
| 161                               | Anna Potokina (RUS)      | 46e                 |
| 162                               | Kseniia Dobrynina (RUS)  | AB                  |
| 163                               | Letizia Borghesi (ITA)   | AB                  |
| 165                               | Antri Christoforou (CYP) | AB                  |
| 166                               | Camila Lozano (COL)      | AB                  |
| Directeur sportif : Dario Rossino |                          |                     |

| Sunweb SUN                          | Sunweb SUN               | Sunweb SUN |
| ----------------------------------- | ------------------------ | ---------- |
| Num                                 | Coureur                  | Pos        |
| 171                                 | Lucinda Brand (NED)      | 4e         |
| 172                                 | Leah Kirchmann (CAN)     | 20e        |
| 173                                 | Floortje Mackaij (NED)   | 23e        |
| 174                                 | Coryn Rivera (USA)       | 41e        |
| 175                                 | Rozanne Slik (NED)       | 43e        |
| 176                                 | Sabrina Stultiens (NED ) | AB         |
| Directeur sportif : Hans Timmermans |                          |            |

| Tibco-SVB TIB                     | Tibco-SVB TIB         | Tibco-SVB TIB |
| --------------------------------- | --------------------- | ------------- |
| Num                               | Coureur               | Pos           |
| 182                               | Ingrid Drexel (MEX)   | 34e           |
| 183                               | Heather Fischer (USA) | AB            |
| 184                               | Kathrin Hammes (GER)  | AB            |
| 185                               | Lauren Stephens (USA) | 19e           |
| 186                               | Brianna Walle (USA)   | 80e           |
| Directeur sportif : Edward Beamon |                       |               |

| Véloconcept TVW                        | Véloconcept TVW               | Véloconcept TVW |
| -------------------------------------- | ----------------------------- | --------------- |
| Num                                    | Coureur                       | Pos             |
| 191                                    | Camilla Pedersen (DEN)        | 49e             |
| 192                                    | Carmen Small (USA)            | 31e             |
| 193                                    | Sara Mustonen (SWE)           | AB              |
| 194                                    | Doris Schweizer (SUI) (route) | AB              |
| 195                                    | Christina Siggaard (DEN)      | NP              |
| 196                                    | Sara Penton (SWE)             | AB              |
| Directeur sportif : Handberg Madsen Bo |                               |                 |

| Top Girls Fassa Bortolo TOP      | Top Girls Fassa Bortolo TOP | Top Girls Fassa Bortolo TOP |
| -------------------------------- | --------------------------- | --------------------------- |
| Num                              | Coureur                     | Pos                         |
| 201                              | Beatrice Bartelloni (ITA)   | AB                          |
| 202                              | Nadia Quagliotto (ITA)      | AB                          |
| 203                              | Elena Leonardi (ITA)        | AB                          |
| 205                              | Michela Pavin (ITA)         | AB                          |
| 206                              | Beatrice Rossato (ITA)      | AB                          |
| Directeur sportif : Lucio Rigato |                             |                             |

| Valcar-PBM VAL                    | Valcar-PBM VAL         | Valcar-PBM VAL |
| --------------------------------- | ---------------------- | -------------- |
| Num                               | Coureur                | Pos            |
| 211                               | Elisa Balsamo (ITA)    | 76e            |
| 212                               | Marta Cavalli (ITA)    | AB             |
| 213                               | Dalia Muccioli (ITA)   | AB             |
| 214                               | Silvia Persico (ITA)   | 48e            |
| 215                               | Silvia Pollicini (ITA) | 75e            |
| 216                               | Chiara Zanettin (ITA)  | AB             |
| Directeur sportif : Davide Arzeni |                        |                |

| Wiggle High5 WHT                        | Wiggle High5 WHT            | Wiggle High5 WHT |
| --------------------------------------- | --------------------------- | ---------------- |
| Num                                     | Coureur                     | Pos              |
| 221                                     | Elisa Longo Borghini (ITA ) | 1re              |
| 222                                     | Giorgia Bronzini (ITA )     | 62e              |
| 223                                     | Audrey Cordon (FRA)         | 71e              |
| 224                                     | Mayuko Hagiwara (JPN)       | 74e              |
| 225                                     | Claudia Lichtenberg (GER)   | 11e              |
| 226                                     | Amy Roberts (GBR)           | AB               |
| Directeur sportif : Donna Rae-Szalinski |                             |                  |

| WM3                                   | WM3                   | WM3  |
| ------------------------------------- | --------------------- | ---- |
| Num                                   | Coureur               | Pos  |
| 231                                   | Marianne Vos (NED)    | 17e  |
| 232                                   | Lauren Kitchen (AUS)  | 21e  |
| 233                                   | Riejanne Markus (NED) | AB c |
| 235                                   | Anna Plichta (POL)    | 55e  |
| 236                                   | Moniek Tenniglo (NED) | 50e  |
| Directeur sportif : Jeroen Blijlevens |                       |      |

Source.